# جولی نیکسون آیزنهاور
جولی نیکسون آیزنهاور (انگلیسی: Julie Nixon Eisenhower؛ زادهٔ ۵ ژوئیهٔ ۱۹۴۸) دختر جوان‌تر ریچارد نیکسون ۳۷امین رئیس‌جمهور ایالات متحده آمریکا و همسرش پت نیکسون، بانوی اول ایالات متحده آمریکا در آن زمان است، خواهر بزرگ‌تر او که همراه وی تنها فرزندان ریچارد نیکسون هستند، تریشیا نیکسون کاکس نام دارد.
جولی نیکسون یک نویسنده است و همسرش دیوید آیزنهاور نوهٔ دوایت آیزنهاور از رؤسای جمهور اسبق ایالات متحده آمریکا است. این زوج یک دختر به نام جنی آیزنهاور دارند.

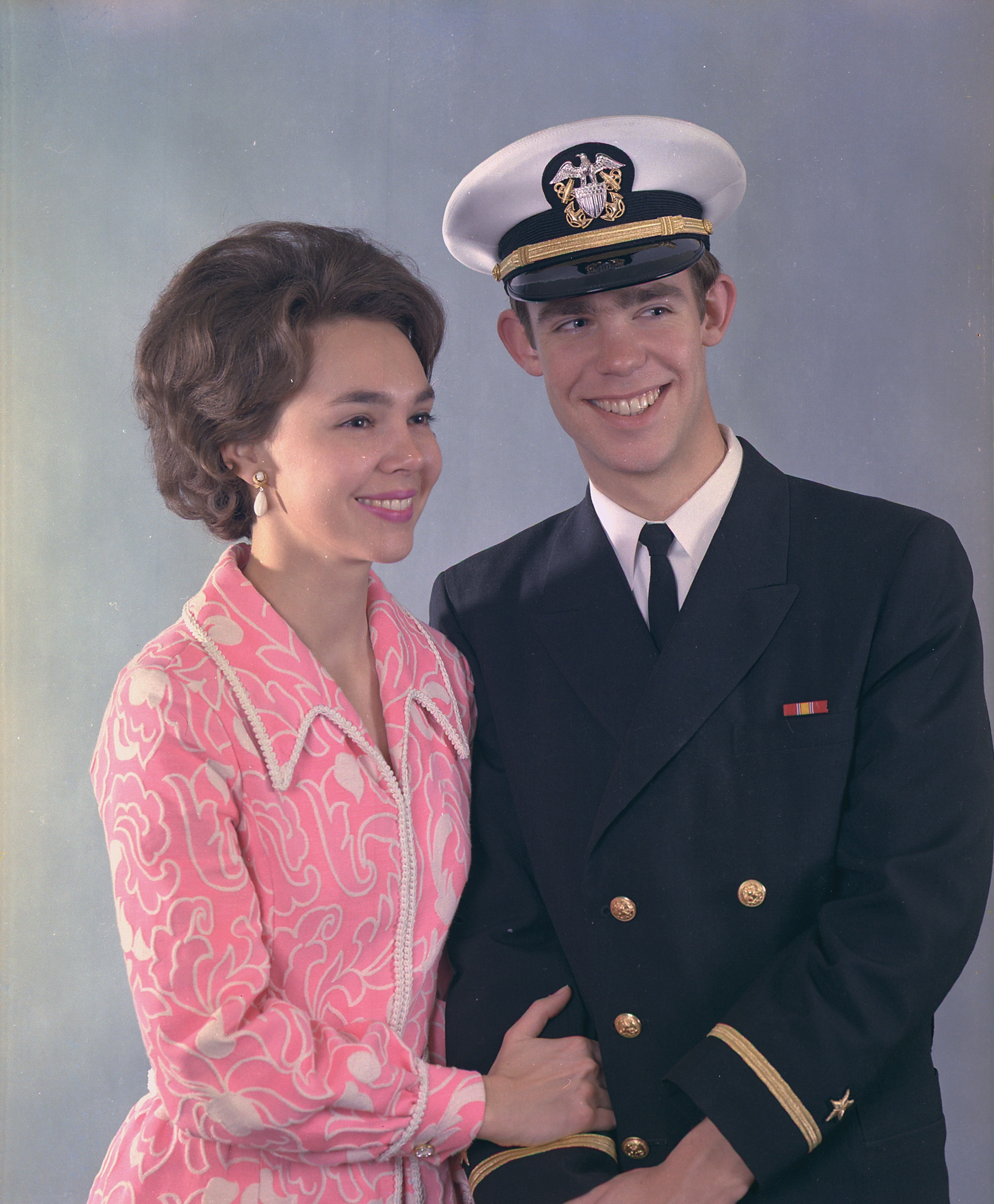
جولی و دیوید آیزنهاور در ۱۹۷۱، هر دو در سن ۲۳